# Dolmen des Thibauts
Le dolmen des Thibauts est un dolmen situé à Tendu dans le département français de l'Indre.

## Historique
L'édifice a été fouillé en 1878 par M. Dauvergne, propriétaire des lieux. Le dolmen a probablement fait l'objet d'une reconstruction sommaire après fouilles.

## Description
La chambre ouvre actuellement au sud-est. Elle est recouverte d'une table de couverture en grès mesurant 2,40 m de long sur 2,30 m de large et 0,40 m d’épaisseur. La table repose en partie sur le sol, sur de petites dalles en calcaire, sur une première dalle, au nord-ouest, de 0,50 m de hauteur et sur un second orthostate, côté nord, de 1,25 m de hauteur et 1,40 m de largeur à la base qui correspond probablement à la dalle de chevet d'origine. Cette dalle comporte une cupule (4 cm de diamètre sur 2 cm de profondeur) sur sa face extérieure et une surface polie, près du sommet, correspondant à une probable plage de polissage. Côté ouest, deux petites dalles en position verticale ne soutiennent pas la dalle de couverture et à proximité le sol est dallé avec de petites dalles en calcaire disposées 0,50 m plus haut que le fond actuel de la chambre.
Le dolmen est entouré d'une légère éminence de 6 à 8 m de diamètre constitué d'un mélange de pierres et de terre qui correspond soit aux vestiges du tumulus, soit aux déblais des fouilles de 1878.

## Matériel archéologique
Les fouilles de 1878  ne sont connues que par la relation qu'en a donné Ludovic Martinet dans son ouvrage Berry préhistorique : les fouilleurs auraient découvert, sous une couche de terre de 0,60 m d'épaisseur, des ossements humains très fragmentés (dont 4 crânes distincts) et un petit matériel archéologique composé d'éléments de parure (2 dents d'ours percées, 1 perle en albâtre), de fragments de céramique (poterie noire grossière à cuisson imparfaite) et d'objets lithiques (couteau et grattoir en silex, petite plaquette en schiste, un disque en talc). Ce matériel est désormais perdu.